# Афтартодокетизм
Афтартодокети́зм (др.-греч. ἀφθαρτοδοκήται — «нетленномнители» от др.-греч. ἄ-φθαρτος — «неуничтожаемый, нетленный» + δόκησις — «казаться»; юлиани́зм) — нехалкидонское миафизитское течение, существовавшее в Византийской империи в VI—VII веках, Армении и Эфиопии. Их лидеры, епископ Юлиан Галикарнасский и Гайан Александрийский полагали, что тело Христово было всегда нетленно («нетление» понимается здесь как невозможность разрушения, распадения на стихии). Эта точка зрения была противоположна мнению другого миафизитского лидера, Севира Антиохийского, полагавшего, что тело Христово стало нетленно только после воскресения. Последнюю точку зрения также поддерживал преподобный Иоанн Дамаскин и признана в Православной церкви. Афтартодокетов, как и докетов, называли также фантазиастами.
Учение афтартодокетизма основывается на том, что по мнению его приверженцев, божеские и человеческие свойства в Иисусе Христе настолько перемешаны, что после воплощения во Христе нет такого действия или свойства, которое можно было бы рассматривать как только Божественное или как только человеческое. Следовательно, Ему невозможно усвоить какое-либо качество, заключающее в себе момент несовершенства, так как свойство тления, как являющееся выражением ущербности, может быть отнесено только к человечеству, но ни в коей мере не к Божеству. При этом Юлиан Галикарнасский отвергал обвинения в докетизме и настаивал на полной реальности страстей и смерти Иисуса Христа. Однако он считал, что эти страсти противоестественные, то есть навязываются бесстрастному человечеству со стороны Божества.
Православный священнослужитель доктор богословия Олег Давыденков называет афтартодокетизм «радикальным монофизитским учением», оказавшим значительное влияние на богословие Армянской церкви и неизжитым в ней до настоящего времени.

## Юстиниан Великий и «указ об афтартодокетизме»
Согласно сообщению историка Евагрия Схоластика, в 564—565 годах император Юстиниан Великий принял доктрину афтартодокетов и попытался включить её в православное учение.
В то время Юстиниан, уклонившись от правого царского пути догматов и вступив на стезю, не протоптанную ни Апостолами, ни Отцами, запутался в терния и волчцы. Но, восхотев наполнить ими и Церковь, он не достиг своей цели; потому что Господь, исполнив предсказание пророчества, оградил царский путь неизреченно твердыми оплотами, как бы крутой стеной и заостренной оградой, чтобы убийцы не могли перескочить чрез неё. Итак, когда в старейшем Риме, после Вигилия, епископствовал Иоанн, называемый также Кателином, в Новом - Иоанн, родом сиримянин, в Александрии - Аполлинарий, в Феополисе - Анастасий после Домнина, а в Иерусалиме Макарий, по низложении Евстохия, восстановленный на собственном своем престоле после того, как предал анафеме Оригена, Дидима и Евагрия, - в это время Юстиниан издал так называемый у римлян эдикт, в котором тело Господа назвал не подлежавшим тлению и непричастным естественных и невинных страстей, и говорил, что Господь так же вкушал и до страдания, как вкушал по воскресении; будто бы, то есть всесвятое тело Его ни в произвольных, ни в естественных страстях, не получало никакого превращения или изменения со времени образования его в утробе, и даже после воскресения. Он принуждал согласиться с этим учением всех повсюду иереев. Но они, сказав, что ждут мнения антиохийского епископа Анастасия, отклонили первое его покушение.
Евагрий Схоластик, Церковная история, IV, 39
Патриарх Евтихий, председательствовавший на Пятом Вселенском соборе, воспротивился его усилиям из-за противоречия афтартодокетских представлений Священному Писанию. Евтихий был отправлен в ссылку и заменён на своём посту Иоанном Схоластиком; Патриарх Антиохийский Анастасий также разделил его судьбу. 195 епископов солидарно заявили, что они все покинут свои кафедры, но не примут учения «фантазиастов». Юстиниан подготовил указ о введении данного принципа по всей империи, однако его смерть 2 ноября 565 года помешала этим планам. Сообщается, что смерть настигла императора в момент подписания указа о ссылке Анастасия:
Но, Богу лучшее что о нас и предзревшу (Евр. II, 40), слово это не было обнародовано; ибо Юстиниан в то время, как диктовал определение о ссылке Анастасия и единомышленных с ним иереев, был поражен невидимо ударом и преставился из сей жизни, царствовав всего 58 лет и 8 месяцев.
Евагрий Схоластик, Церковная история, IV, 41
Преемник Юстиниана, Юстин II, отменил указ своего предшественника и вернул епископов на свои кафедры.
Сам указ Юстиниана не сохранился, и никто, кроме Евагрия, о нём не сообщает. Нет никаких данных о том, что Юстиниан когда-либо высказывался против Халкидонского собора. В своих известных сочинениях император Юстиниан подчёркивал, что тело Христа было тленным до Воскресения. На основании подобных затруднений исследователь А. Геростергиос пришёл к выводу, что подобного эдикта вовсе не было и что он вымышлен противниками императора, обвинившими его во впадении в афтардокетическую ересь.
В Православной церкви мнение афтартодокетов является еретическим и исповедуется учение о том, что тело Христа было тленным (таким же как всех людей) до Воскресения. Иоанн Дамаскин в своей книге «О ста ересях вкратце» упоминает об этой ереси под 84 номером и пишет о ней следующее:
84. Афтартодокиты: происходят от Юлиана Галикарнасского и Гайяна Александрийского; называются и гайянитами. Во всем остальном они согласны с севирианами; отличаются же от них в том, что те говорят, что различие природ при соединении их во Христе было призрачным; а эти учат, что тело Христа с самого своего образования было нетленным. И что Господь претерпел страдания, они исповедуют, я имею в виду голод, и жажду, и утомление; но утверждают, что Он претерпел их не таким же образом, как мы. Ибо мы переносим страдания по естественной необходимости, Христос же, по их словам, переносил их добровольно и не был рабом законов естества.